# Cratere Hesiod
Hesiod è un cratere d'impatto presente sulla superficie di Mercurio, a 58,24° di latitudine sud e 34,22° di longitudine ovest. Il suo diametro è pari a 101 km.
Il cratere è stato battezzato dall'Unione Astronomica Internazionale in onore del poeta greco Esiodo.